# فنسنت هيوز
فنسنت هيوز (بالإنجليزية: Vincent Hughes)‏ هو سياسي أمريكي، ولد في 26 أكتوبر 1956 في فيلادلفيا في الولايات المتحدة. حزبياً، نشط في الحزب الديمقراطي. وقد انتخب عضو مجلس ولاية بنسيلفانيا وانتخب عضو مجلس نواب بنسيلفانيا.

## وصلات خارجية
- الموقع الرسمي